# واتارو ميساكا
واتارو ميساكا (بالإنجليزية: Wataru Misaka)‏ مواليد 21 ديسمبر 1923 في أوغدن، هو لاعب كرة سلة أمريكي سابق بدأ مسيرته الاحترافية في سنة 1947 وحمل الرقم 15. يبلغ طوله 5 قدم 7 بوصة (1.7 م). اعتزل اللعب في 1948.

## فرق لعب لها
- نيويورك نيكس

## روابط خارجية
- واتارو ميساكا على موقع IMDb (الإنجليزية)
- واتارو ميساكا على موقع إن بي أي (الإنجليزية)
- واتارو ميساكا على موقع سبورتس رفرنس (الإنجليزية)
- واتارو ميساكا على موقع ريلجم (الإنجليزية)
- واتارو ميساكا على موقع بروبوليرز (الإنجليزية)